# МТФ «Восход»
МТФ «Восход» (рос. МТФ «Восход») — селище у Ертильському районі Воронезької області Російської Федерації.
Населення становить 394 особи (2010). Входить до складу муніципального утворення Міське поселення Ертиль.

## Історія
Від 1938 року належить до Ертильського району.
Згідно із законом від 15 жовтня 2004 року входить до складу муніципального утворення Міське поселення Ертиль.

## Населення
| 2000 | 2010 |
| ---- | ---- |
| 479  | ↘394 |